# Leo von Caprivi
Leo von Caprivi, nome completo Georg Leo Graf von Caprivi di Caprara di Montecuccoli (Charlottenburg, 24 febbraio 1831 – Skyren, 6 febbraio 1899), è stato un generale e politico tedesco.
Fu il successore di Otto von Bismarck nella carica di Cancelliere dal 1890 al 1894. Il suo mandato fu segnato da un riavvicinamento con la Gran Bretagna e da una politica commerciale offensiva, con la fine della precedente politica tariffaria di protezione. In politica interna, Caprivi fu il più importante rappresentante del Nuovo corso, con l'obiettivo di pacificare i conflitti sociali che erano divampati sotto Bismarck. Le sue politiche estere e interne incontrarono una feroce opposizione da parte dei nazionalisti e dei possidenti conservatori.

## Biografia

### Origini familiari
Pare che la famiglia von Caprivi provenisse dalla Carniola e che fosse in origine nota come Kopriva; la parentela con la famiglia italiana dei Caprara Montecuccoli non è accertata. Nel XVII secolo si stabilirono in Slesia e furono elevati al cavalierato del Sacro Romano Impero e delle terre ereditarie austriache in virtù dei meriti conseguiti nelle guerre turche del 1653. Dalla fine del XVII secolo furono chiamati Caprivi. Un membro di spicco fu lo storico e poeta Julius Leopold von Caprivi (1695-1768).
Leo von Caprivi nacque a Charlottenburg, figlio maggiore di Leopold von Caprivi (1797-1865) e di Emilie Köpke (1803-1871), borghese, figlia di Gustav Köpke, professore di teologia, membro dell'Alto Tribunale prussiano e preside del Gymnasium zum Grauen Kloster di Berlino; suo fratello era il tenente generale Raimund von Caprivi. Suo nipote Leo von Caprivi fu aiutante di campo dell'imperatore Guglielmo II.

### Carriera militare
Frequentò il Friedrichwerdersche Gymnasium di Berlino. Dopo essersi diplomato, nel 1849 si unì al 2º reggimento dei granatieri della guardia Kaiser Franz. Frequentò poi l'Accademia di Guerra e, dal 1860, servì come capitano nel dipartimento topografico dello Stato Maggiore. Nel 1864, in qualità di membro dello Stato Maggiore della V divisione, prestò servizio durante la guerra tedesco-danese e, nel 1865, divenne comandante di compagnia in un reggimento di fanteria.
Durante la guerra austro-prussiana del 1866, Caprivi raggiunse il grado di maggiore e divenne membro dello Stato Maggiore della I armata del principe Federico Carlo di Prussia.
Successivamente, prestò servizio nello Stato Maggiore del Corpo di Guardia prima di essere nominato Capo di Stato Maggiore dello X Corpo d'Armata nella primavera del 1870, incarico che gli fu confermato, al grado di tenente colonnello, durante la guerra franco-prussiana. 
Questa decisione di Moltke a favore di Caprivi, data la sua relativamente giovane età, fece scalpore . Durante la guerra, realizzò le aspettative dei suoi superiori, e contribuì con decisione alle vittorie, come nella battaglia di Mars-la-Tour, nell'assedio di Metz, e soprattutto nella battaglia di Beaune-la-Rolande. Fu insignito dell'Ordine Pour le Mérite per i servigi resi allo Stato.
Dopo la guerra, fu nominato capo dipartimento al Ministero della Guerra prussiano e fu tra i fautori dell'introduzione del fucile Mauser. Dopo il 1878, comandò varie divisioni. 
Dopo le dimissioni di Albrecht von Stosch, oppositore di Bismarck, nel 1883 il Cancelliere lo pose a capo della Marina Imperiale con il grado di Vice Ammiraglio, una decisione che generò un certo malcontento tra gli ufficiali di marina. Nel 1884 fu nominato membro del Consiglio di Stato prussiano. 
Caprivi - che in un primo momento non era entusiasta del compito assegnatogli - mostrò talento amministrativo, riformando ed ampliando la Marina. Egli sostenne con forza la costruzione di nuove torpediniere ma tale progetto incontrò l'opposizione dell'Imperatore Guglielmo II, che avrebbe preferito la realizzazione di navi da guerra; perciò, Caprivi si dimise dall'incarico e fu assegnato al comando del suo vecchio Corpo d'Armata - il X - nel 1888.

### Carriera politica
Dopo il licenziamento di Bismarck (18 marzo), Caprivi divenne cancelliere. Ironicamente qualche tempo prima affermava: "Quale imbecille oserebbe succedere a Bismarck?", aggiungendo anche "So che sarò coperto di fango, che cadrò ingloriosamente".
Caprivi era un generale privo di doti militari e un amministratore militare senza intelligenza politica.
Lo storico americano Robert K. Massie lo descrisse al momento dell'inaugurazione del governo: "Caprivi, cinquantanove anni, era il prototipo dell'ufficiale prussiano. Conduceva una vita spartana, non si era mai sposato, non fumava, aveva pochi amici intimi e pochi nemici. Ha letto di storia e parla fluentemente inglese e francese. I suoi movimenti sono calmi, il suo comportamento aperto e amichevole, la sua espressione ragionevole".
Caprivi promise all'inizio del suo governo di "prendere il bene da ovunque, e da chiunque provenga, se compatibile con il bene dello Stato". Tuttavia, le principali caratteristiche economiche del suo programma di governo provenivano dal leader dei liberali nazionali Johannes von Miquel. 
Intanto riformò diversi settori, come la politica sociale.
Al contrario di Bismarck, non si dette pensiero alcuno degli Junker, e sognava a vuoto un "esercito del popolo", tentando di guadagnarsi l'appoggio delle masse con concessioni a carattere sociale. Il suo primo atto politico fu quello di ricusare il rinnovo del trattato di controassicurazione con la Russia, quale forma che Bismarck diede nel 1867 all'intesa antipolacca. Cercò, invece, una riconciliazione con la Francia ed un'alleanza con l'Inghilterra.
Queste mosse erano contrarie alla forma politica bismarckiana, che si appoggiava agli interessi degli Junker. Infatti, in politica interna, negoziò una serie di trattati commerciali nocivi agli interessi agrari, sostenendo che il destino della Germania era di diventare in grande Stato industriale. Pertanto, consentì ad importare da oltreoceano viveri a buon mercato, sotto la protezione della flotta inglese. Non rinnovò le leggi antisocialiste ed assistette impassibile all'aumento della forza elettorale dei socialdemocratici e del Centro cattolico.
Nel 1892, come logica conseguenza della sua linea politica, cessò di essere primo ministro della Prussia, e la Prussia diventò un semplice interesse sezionale negli affari del Reich, al pari della Baviera e della Sassonia.
Caprivi aveva comunque la stessa preoccupazione politica di Bismarck: ottenere il consenso del Reichstag per un ulteriore potenziamento dell'esercito. Ma quale generale privo di intelligenza politica, ottenne la riduzione da tre a due anni della ferma militare. Lo fece con il demagogico allarme del "Reich in pericolo", minacciato dalla Russia, con un'amministrazione filopolacca nelle province della Prussia orientale, in aperto contrasto con gli interessi dell'ossatura dello Stato prussiano: gli Junker.
In politica estera, difese la causa tedesca negli affari interni dell'Austria, specialmente in Boemia (dove era presente una forte minoranza tedesca), incoraggiando al tempo stesso le ambizioni asburgiche nei Balcani. Contraddicendo il primo tra i principi cardinali di Bismarck, promise l'appoggio tedesco all'Austria-Ungheria in caso di controversia con la Russia nei Balcani. Il "nuovo corso" di Caprivi era il vecchio corso della Grande Germania, contro il quale Bismarck aveva sempre combattuto.
Nel complesso, l'amministrazione di Caprivi fu caratterizzata da ciò che passò alla storia come il "Nuovo corso", con il tentativo di conciliazione con i Socialdemocratici in fatto di politica interna e una politica estera filo-britannica, concretizzatasi con il Trattato di Helgoland-Zanzibar del luglio 1890: i britannici cedevano l'isola di Helgoland alla Germania in cambio del controllo non di Zanzibar, come comunemente si crede (e che rimase sotto protettorato britannico), ma della costa del Kenya meridionale, confinante con la costituenda colonia tedesca dell'Africa orientale (Tanganika). Ciò provocò il risentimento dei gruppi di interesse colonialisti in Germania, mentre la politica liberoscambista di Caprivi provocò l'ostilità dei gruppi agrari conservatori protezionisti.
Caprivi - come detto sopra - promosse lo sviluppo industriale e commerciale e concluse numerosi trattati bilaterali per la riduzione delle barriere tariffarie. Tuttavia, questo movimento verso il libero scambio era fortemente contrario agli interessi dei possidenti agrari conservatori, in particolare gli Junker. Promise al Partito Cattolico di Centro alcune riforme educative, poi inattuate, che avrebbero aumentato la loro influenza. Per quanto riguarda la politica estera, Caprivi abbandonò la cooperazione militare, economica e ideologica di Bismarck con l'Impero russo, e non fu in grado di stringere strette relazioni con il Regno Unito di Gran Bretagna e Irlanda. Promosse però con successo la riorganizzazione dell'esercito tedesco.
Egli riuscì, inoltre, ad ottenere il territorio noto come "Dito di Caprivi", che fu annesso all'Africa Tedesca del Sud-Ovest, estendendola pertanto sino allo Zambesi.
Nel 1892, a seguito della mancata approvazione di un disegno di legge sull'istruzione, Caprivi si dimise dalla carica di Primo Ministro di Prussia e fu sostituito dal conte Botho zu Eulenburg. Ciò condusse ad un'insostenibile divisione dei poteri tra il Cancelliere e il primo ministro prussiano, che si concluse con l'allontanamento di entrambi nel 1894 e la riunificazione dei due poteri sotto il principe Chlodwig zu Hohenlohe-Schillingsfürst.